# Henry Beckman
Henry Beckman est un acteur canadien né le 26 novembre 1921 à Halifax, Nouvelle-Écosse (Canada) et mort le 17 juin 2008 à Barcelone, Espagne.

## Biographie
Acteur canadien principalement connu pour ses rôles du commandant Paul Richards dans la série télévisée Flash Gordon de 1954 ou ceux de George Anderson dans Peyton Place et du Captain Clancey dans Here Come the Brides. Il tint aussi le rôle du loueur de Sandy Duncan dans Funny Face.

## Filmographie
- 1953 : Niagara : Motorcycle Cop
- 1953 : The Glory Brigade (en) : Soldier
- 1956 : Le Faux coupable (The Wrong Man) : Prisoner
- 1961 : The Crimebusters (en) de Boris Sagal : Kaline
- 1961 : Diamants sur canapé (Breakfast at Tiffany's) de Blake Edwards : Narcotics Detective
- 1962 : Lutte sans merci (13 West Street) : Joe Bradford
- 1963 : Twilight of Honor : Man Stirring Up Crowd
- 1964 : La Mort frappe trois fois (Dead Ringer) : Prosecutor
- 1964 : Pas de printemps pour Marnie (Marnie) : First Detective
- 1964 : Embrasse-moi, idiot (Kiss Me, Stupid) : Truck Driver
- 1965 : Station 3 ultra secret (The Satan Bug) : Dr Baxter
- 1965 : The Glory Guys
- 1965 : McHale's Navy Joins the Air Force : Col. Platt
- 1967 : The Caper of the Golden Bulls : Bendell
- 1968 : Police sur la ville (Madigan) : Philip Downes
- 1968 : L'Homme sauvage (The Stalking Moon) : Sgt. Rudabaugh
- 1969 : Sweet Charity de Bob Fosse : Policeman
- 1969 : Les Géants de l’Ouest (The Undefeated) : Thad Benedict (carpetbagger who tries to buy Langdon plantation)
- 1972 : The Merry Wives of Tobias Rouke : Tobias Rouke
- 1973 : Between Friends : Will
- 1974 : Devil Times Five (en) de Sean MacGregor : Dr Brown
- 1974 : Why Rock the Boat? : Philip Butcher
- 1976 : Transamerica Express (Silver Streak) : Conventioneer
- 1978 : Blood & Guts : Red Henkel
- 1979 : Chromosome 3 (The Brood) : Barton Kelly
- 1981 : Chasse à mort (Death Hunt) : Bill Lusk
- 1986 : Every Dog's Guide to Complete Home Safety (voix)
- 1988 : Family Reunion : Leo
- 1990 : Je t'aime à te tuer (I Love You to Death) de Lawrence Kasdan : Wendel Carter
- 2000 : Lion of Oz : Narrator (voix)
- 2000 : Secousses à Los Angeles (Epicenter) : Pat

## Télévision
- 1959 : Police Station (en) (série télévisée) : Det. Abramson
- 1964 : Peyton Place ("Peyton Place") (série télévisée) : George Anderson (1964-1965)
- 1965 et 1967 : Les Mystères de l'Ouest (The Wild Wild West), de Michael Garrison (série télévisée)
  - La Nuit du Musée maudit (The Night of the Torture Chamber), Saison 1 épisode 13, de Alan Crosland Jr. (1965) : Governor Bradford
  - La Nuit de la Mariée (The Night of the Vicious Valentine), Saison 2 épisode 20, de Irving J. Moore (1967) : Paul J. Lambert
- 1968 : Le Virginien saison 6 épisode 9 (un endroit pour mourir) : Corey
- 1971 : Funny Face (série télévisée) : Pat Harwell
- 1971 : The Harness (TV) : Doc Marn
- 1972 : Columbo : Étude in Black (TV) : Man reviewing news clippings
- 1973 : La Dernière enquête (Brock's Last Case) (TV) : Jake Hinkley
- 1974 : Indict and Convict (TV) : Mav Theisen
- 1974 : The Life and Times of Captain Barney Miller (TV)
- 1975 : The Canary (TV) : Lou
- 1975 : Le Daliah noir (Who Is the Black Dahlia?) (TV) : Traveling Salesman
- 1975 : Bronk (série télévisée) : Harry Mark
- 1977 : The Fighting Men (TV) : Coxswain
- 1985 : Kane and Abel (feuilleton TV) : Glen Ricardo
- 1985 : Check It Out (série télévisée) : Alf Scully (1985-1986)
- 1987 : La Malédiction du loup-garou (Werewolf) (série télévisée) : Vendeur d'armes à feux
- 1988 : Les Orages de la guerre (War and Remembrance) (feuilleton TV) : Maj. Gen. McIntyre
- 1988 : La Malédiction du loup-garou (Werewolf) (série télévisée) : Doc
- 1989 : Stuck with Each Other (TV) : Mr. Klopperman
- 1990 : MacGyver (saison 5, épisode 20 "Un jugement hâtif") : le juge
- 1991 : Blood River (TV) : Sheriff Peabody
- 1992 : The Last P.O.W.? The Bobby Garwood Story (TV) : Psychiatrist
- 1992 : Bijoux, hot-dogs et tasses de thé (The Man Upstairs) (TV) : Sheriff
- 1993-1994 : X-Files (épisodes Compressions et Le Retour de Tooms) : l'inspecteur Frank Briggs
- 1994 : Au-dessus de tout soupçon (While Justice Sleeps) (TV) : Ned Stokes
- 1995 : Jack Reed: One of Our Own (TV) : James Quinn
- 1995 : L'Affaire Angel Harwell (Shadow of a Doubt) (TV) : Judge Mulhern
- 1998 : Corruption (My Husband's Secret Life) (TV) : Christy Sullivan
- 2002 : Johnson County War (TV) : Gov. Barb